# Gabriel Trejo Paniagua

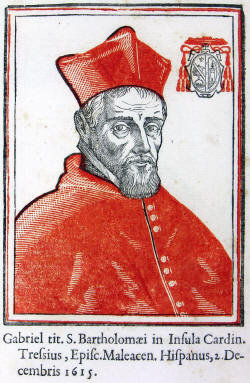
Kardinal Gabriel Trejo y Paniagua (1615)

Gabriel Trejo Paniagua (* 1562 in Casas de Millán, Plasencia; † 12. Februar 1630 in Málaga) war ein spanischer Kardinal.

## Leben
Gabriel Trejo Paniagua entstammte dem niederen Adel und studierte Jurisprudenz in Salamanca. Nach der Promotion lehrte er an dieser Universität. Anschließend durchlief er eine langwierige Karriere in der spanischen Administration. Er war Kronanwalt, dann Richter am obersten kastilischen Gerichtshof in Valladolid. Im Jahr 1609 wurde er als Kronanwalt in den Ordensrat, ein zentrales Ratsgremium der spanischen Krone, berufen; ein Jahr später folgte dann die Mitgliedschaft im Inquisitionsrat.
Er zählte zu den Günstlingen des Herzogs von Lerma, einem einflussreichen Minister Philipps III., der seine Karriere maßgeblich förderte. Nachdem ein der Kurie unliebsamer spanischer Botschafter durch den Minister zurückbeordert wurde, war Papst Paul V. bereit, diesem gleichfalls einen Gefallen zu erweisen und verlieh Gabriel Trejo Paniagua im Jahr 1615 den Kardinalshut. Zwei Jahre später übersiedelte Gabriel Trejo Paniagua nach Rom, wo er sich allerdings sehr bald in Konkurrenz zu einem anderen Günstling des Duque de Lerma befand, denn der dem spanischen Hochadel entstammende Kardinal Gaspar de Borja y Velasco war empört darüber, dass der aus dem niederen Adel entstammende Kronkardinal die spanischen Kardinäle anführen sollte. Mit dem politischen Sturz seines Förderers verlor Kardinal Trejo jedoch diese einflussreiche Rolle. Er spielte auf dem politischen Parkett mehrere Jahre lang keine Rolle mehr. Im Jahr 1625 wurde er von Philipp IV. zum Erzbischof von Salerno im Königreich Neapel ernannt; zwei Jahre später erhielt er das Bistum Málaga.